# Ordishia klagesi
Ordishia klagesi là một loài bướm đêm thuộc phân họ Arctiinae, họ Erebidae.